# Sariwon
Sariwon (사리원시?, 沙里院市?, Sariweon-siLR, Sariwŏn-siMR), città che nel 2014 contava 307 764 abitanti, è il capoluogo e centro economico, culturale ed amministrativo della provincia del Hwanghae Settentrionale nella Corea del Nord. Oltre ad essere la decima città nordcoreana per popolazione, è anche la terza per più alta densità. Solo l'11,8% della popolazione vive in zone rurali.

## Storia
Dall'inizio del periodo della dinastia Joseon (1392), la città fu favorita dalla sua posizione geografica, che la rese un importante centro di transito commerciale delle merci tra la zona meridionale e settentrionale della penisola di Corea. Tale ruolo venne riaffermato quando, nel 1905, venne commissionata la linea Gyeongui, da cui proprio a Sariwon si diramavano le linee ferroviarie di Jangyŏn e Haeju. Soprattutto grazie all'attività mineraria della regione, Sariwon beneficiò di un processo di industrializzazione, al seguito del quale divenne il centro amministrativo del distretto al posto di Pongsan. Dopo essere stata riconosciuta come cittadina (Ŭp) nel 1939, al termine del periodo di occupazione controllava 12 villaggi (Ri) e 25 contee (Kun) e raggiunse la soglia dei 50 000 abitanti, necessaria per essere nominata città, cosa che avvenne nel 1947. Nel corso della guerra di Corea il 95% di Sariwon venne distrutto.

## Monumenti e luoghi d'interesse
Richiamano l'interesse di turisti nordcoreani e stranieri varie attrazioni nei pressi della collina di Kyŏngam-san, tra cui un canale, alcuni piccoli laghi, un padiglione del XV secolo, una cascata artificiale, una fonte, uno zoo ed uno spazio dove si organizzano fiere. Inoltre a Sariwŏn è stata recentemente costruita una strada in perfetto stile coreano, che testimonia la storia e la cultura del paese ed ospita numerosi negozi dove si acquistano prodotti tradizionali.
Il forte di pietra di Jŏngbang-san, che venne costruito durante il periodo della dinastia Goryeo, ospita tra le sue grandi mura un tempio del 898 ed è vicino ad un parco.